# Uličské Krivé
Uličské Krivé (em húngaro: Görbeszeg) é um município da Eslováquia, situado no distrito de Snina, na região de Prešov. Tem 19,09 km² de área e sua população em 2018 foi estimada em 253 habitantes.

## Demografia
| Ano:        | 1994 | 2004    | 2014   | 2024    |
| ----------- | ---- | ------- | ------ | ------- |
| Broj ljudi: | 321  | 277     | 260    | 225     |
| Razlika:    |      | -13,70% | -6,13% | -13,46% |

| Ano:               | 2023 | 2024   |
| ------------------ | ---- | ------ |
| Número de pessoas: | 236  | 225    |
| Diferença:         |      | -4,66% |